# 天主教齐齐哈尔宗座监牧区

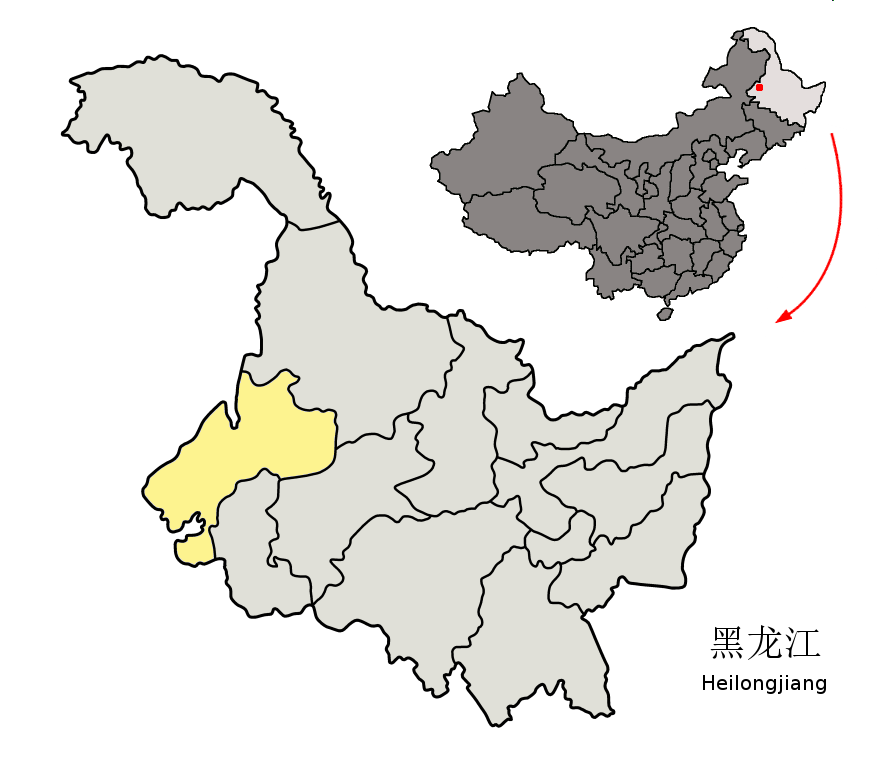
齐齐哈尔市在黑龙江省的位置

天主教齊齊哈爾宗座監牧區（拉丁語：Apostolica Praefectura Tsitsiharensis；中國官方稱為：齊齊哈爾教區）是羅馬天主教在中國東北黑龍江省西南部設立的一個宗座監牧區，直屬聖座。

## 概況
1931年8月17日，齊齊哈爾自治傳教區升格為齊齊哈爾宗座監牧區，直屬聖座。教座位於黑龍江省齊齊哈爾市龍沙區海山胡同10號聖彌額爾主教座堂。2006年，黑龍江省地下教會團體共有約25,000名信徒、40位司鐸、40位宗座監牧區聖女德肋撒會修女。2017年，齊齊哈爾宗座監牧區約有10,000名信徒，當中主要都活躍於地下教會團體。現任宗座監牧為魏景義主教。

## 歷史
1928年7月9日，聖座從吉林宗座代牧區和熱河宗座代牧區劃出黑龍江省西南部的齊齊哈爾等地，設立齊齊哈爾自治傳教區，由瑞士白冷外方傳教會負責管理，英賀福神父出任首任傳教區神長。
1931年8月17日，齊齊哈爾自治傳教區升格為齊齊哈爾宗座監牧區，英賀福神父繼續出任宗座監牧。同年11月19日，日本關東軍佔領齊齊哈爾，且將當地劃歸滿洲國管轄，但仍准許外籍神父繼續在當地傳教及服務。1934年1月17日英神父在火車上被土匪殺害，由胡幹普神父接任為宗座監牧。
1940年，齊齊哈爾宗座監牧區有23,534名信徒，87個堂區和40位司鐸。。
1945年8月15日日本昭和天皇宣佈投降，中國共產黨在蘇聯的協助下，率先從滿洲國接收齊齊哈爾。1947年，瑞士籍宗座監牧胡幹普神父被捕。其後，胡神父與其他外籍傳教士先後被中國共產黨驅逐出境，由中國本地郭文治神父宗座監牧署理，繼續管理宗座監牧區內的教務。1949年10月1日，中國共產黨在中國大陸地區建立中華人民共和國，並開始針對天主教進行宗教迫害及打壓，教會已經無法正常運作。
1959年7月4日，由中國政府控制的組織中國天主教友愛國會未經聖座准許，擅自將黑龍江省境內的哈爾濱宗座署理區、俄羅斯禮哈爾濱宗座代牧區、齊齊哈爾宗座監牧區、佳木斯宗座監牧區和部分的吉林教區及延吉教區合併成為哈爾濱教區。
1966年至1979年文化大革命期間，宗座監牧區的所有宗教活動停止。1980年代初，宗座監牧逐步恢復宗教活動。1983年，愛國會擅自成立的哈爾濱教區更名為黑龍江教區。1985年5月，中國天主教地下教會秘密郭文治晉牧及擔任齊齊哈爾宗座監牧區宗座監牧，且在1989年獲得時任教宗若望保祿二世認可，但中國政府一直未獲承認。同年，郭文治因參加在陝西省三原舉行的中國大陸主教團成立會議被政府拘留，直至翌年1月才獲釋。
在1993年郭主教成立宗座監牧區的神哲學院，並恢復宗座監牧區的聖女小德蘭傳教女修會。1995年6月，郭文治秘密為魏景義晉牧及任命他為齊齊哈爾宗助理宗座監牧，且其後獲得教宗認可。2000年8月，郭文治主教獲教宗准許榮休，且任命魏景義主教接替升任為齊齊哈爾宗座監牧。
2017年4月20日，五大连池市地下教會團體青山天主堂區在舉行平日彌撒時，被政府指主禮的沈彥軍神父未經允許舉行聖事及帶走。其間，信徒曾一度與公安爭執，並把爭執時的視頻上載到社交媒體後已被官方刪除。政府訓誡沈神父及堂區會長，並向他們宣傳和教育國家的宗教事務條例。自2018年9月起，宗座監牧區內至少有7間地下教會團體的聖堂遭到政府鎮壓。

## 歷任主教

### 齊齊哈爾傳教區神長
- 英賀福神父, S.M.B.（1929年4月28日-1931年8月17日）：瑞士籍[8]

### 齊齊哈爾宗座監牧
- 英賀福神父, S.M.B.（1931年8月17日-1934年1月17日）：瑞士籍，在火車上被土匪殺害。
- 胡幹普神父, S.M.B.（1934年11月9日-1972年6月27日）：瑞士籍[9]
- 教座出缺（1972年-1989年）
- 郭文治主教（1989年-2000年8月）：地下教會秘密晉牧，未獲政府承認。[10][11][12][13][14]
  - 助理宗座監牧魏景義主教（1995年6月-2000年8月）：地下教會秘密晉牧，未獲政府承認。
- 魏景義主教（2000年8月-現任）[15][16][17][18][19][20][21][22]